# Gammelin
Gammelin település Németországban, Mecklenburg-Elő-Pomeránia tartományban. Lakosainak száma 473 fő (2023. december 31.). Gammelin Schossin községgel határos.

## Népesség
A település népességének változása:
| Lakosok száma | 473  | 476  | 477  | 481  | 473  |
|               | 2017 | 2019 | 2021 | 2022 | 2023 |

## Híres szülöttek
- Adolf Martens (1850-1914) kohász, a martenzit névadója